# わくわくサイエンス
『わくわくサイエンス』は、1995年4月12日から2002年3月13日までNHK教育テレビジョンで放送されていた小学校5年生向けの学校放送（教科：理科）である。

## 放送時間
いずれも日本標準時、別の時間帯での再放送あり。
| 期間                          | 放送時間             |
| ----------------------------- | -------------------- |
| 1995年4月12日 - 1997年3月12日 | 水曜日 12:00 - 12:15 |
| 1997年4月9日 - 2002年3月13日  | 水曜日 11:15 - 11:30 |

## キャスト

### 所長
- 澤本華世子（1995年度 - 1996年度）[4]
- 山本恵以（1997年度 - 1998年度）
- 本仮屋ユイカ（1999年度 - 2001年度）[注釈 1]

### 研究員
- 堀本研究員 - 堀本等（1995年度 - 1998年度）[4][6]
- 田中研究員 - 田中啓之（1999年度 - 2001年度）

### ナレーション
- 銀河万丈[7]

## 放送リスト

### 1995年度
| 回 | タイトル                 | 初回放送日     |
| -- | ------------------------ | -------------- |
| 1  | いのちのタイムカプセル   | 1995年04月12日 |
| 2  | 太陽のおくりもの         | 1995年04月26日 |
| 3  | あしたの天気             | 1995年05月17日 |
| 4  | もやしのしょうたい       | 1995年05月31日 |
| 5  | 魚のたんじょう           | 1995年06月14日 |
| 6  | 動物のたんじょう         | 1995年06月28日 |
| 7  | 自由研究（1）            | 1995年07月12日 |
| 8  | 花のけっこん             | 1995年08月30日 |
| 9  | 台風がやってくる         | 1995年09月20日 |
| 10 | ペンチは力持ち           | 1995年10月04日 |
| 11 | 月と太陽の通り道         | 1995年10月18日 |
| 12 | なぜ変わる月の形         | 1995年11月01日 |
| 13 | インスタントコーヒー物語 | 1995年11月15日 |
| 14 | 美しいけっしょう         | 1995年11月29日 |
| 15 | 自由研究（2）            | 1995年12月13日 |
| 16 | 雪と季節風               | 1996年01月10日 |
| 17 | 赤ちゃんこんにちは       | 1996年01月24日 |
| 18 | ふりこのふしぎ           | 1996年02月07日 |
| 19 | しょうとつのパワー       | 1996年02月21日 |
| 20 | 21世紀への科学           | 1996年03月06日 |

### 1996年度
| 回 | タイトル           | 初回放送日     |
| -- | ------------------ | -------------- |
| 1  | 生きているたね     | 1996年04月10日 |
| 2  | 気温と太陽         | 1996年04月24日 |
| 3  | もやしってなに?    | 1996年05月29日 |
| 4  | 魚の食べ物         | 1996年06月26日 |
| 5  | 自由研究をしよう   | 1996年07月10日 |
| 6  | 台風がやってきた   | 1996年10月02日 |
| 7  | 変わる月の形       | 1996年10月30日 |
| 8  | くらしの中のてこ   | 1996年11月13日 |
| 9  | とけた物のゆくえ   | 1996年11月27日 |
| 10 | けっしょうのふしぎ | 1996年12月11日 |
| 11 | ふりこのひみつ     | 1997年01月22日 |

### 1997年度
| 回 | タイトル           | 初回放送日     |
| -- | ------------------ | -------------- |
| 1  | たねのふしぎ       | 1997年04月09日 |
| 2  | 気温と太陽         | 1997年04月23日 |
| 3  | わたしも予報官     | 1997年05月14日 |
| 4  | 日光のめぐみ       | 1997年05月28日 |
| 5  | 魚のたんじょう     | 1997年06月11日 |
| 6  | 魚の食べ物         | 1997年06月25日 |
| 7  | 夏休みの科学       | 1997年07月09日 |
| 8  | 花ふんのひみつ     | 1997年08月27日 |
| 9  | 台風がやってきた   | 1997年09月17日 |
| 10 | 月の通り道         | 1997年10月01日 |
| 11 | 変わる月の形       | 1997年10月15日 |
| 12 | 生活の中のてこ     | 1997年10月29日 |
| 13 | とけた物のゆくえ   | 1997年11月12日 |
| 14 | けっしょうのふしぎ | 1997年11月26日 |
| 15 | お正月の科学       | 1997年12月10日 |
| 16 | 雪とからっ風       | 1998年01月07日 |
| 17 | ふりこのひみつ     | 1998年01月21日 |
| 18 | 動物のたんじょう   | 1998年02月04日 |
| 19 | 人のたんじょう     | 1998年02月18日 |
| 20 | いのちの科学       | 1998年03月04日 |

### 1998年度
| 回 | タイトル   | 初回放送日     |
| -- | ---------- | -------------- |
| 1  | 気温の変化 | 1998年04月22日 |
| 2  | 変わる天気 | 1998年05月13日 |
| 3  | 雪と季節風 | 1999年01月06日 |

### 1999年度
| 回 | タイトル           | 放送日         |
| -- | ------------------ | -------------- |
| 1  | 発芽のふしぎ       | 1999年04月7日  |
| 2  | 気温と太陽         | 1999年04月21日 |
| 3  | 変わる天気         | 1999年05月12日 |
| 4  | 植物の成長の条件   | 1999年05月26日 |
| 5  | 魚のたんじょう     | 1999年06月09日 |
| 6  | 花粉のひみつ       | 1999年06月23日 |
| 7  | 夏の科学           | 1999年07月07日 |
| 8  | 台風がやってくる   | 1999年08月25日 |
| 9  | 月の通り道         | 1999年09月17日 |
| 10 | 変わる月の形       | 1999年09月29日 |
| 11 | かつやくするてこ   | 1999年10月13日 |
| 12 | とけた物のゆくえ   | 1999年10月27日 |
| 13 | 出てくるけっしょう | 1999年11月10日 |
| 14 | しょうとつのパワー | 1999年11月24日 |
| 15 | ふりこのひみつ     | 1999年12月08日 |
| 16 | 冬の科学           | 2000年01月12日 |
| 17 | 雪と季節風         | 2000年01月26日 |
| 18 | 動物のたんじょう   | 2000年02月09日 |
| 19 | 人のたんじょう     | 2000年02月23日 |
| 20 | いのちの科学       | 2000年03月08日 |

### 2000年度
| 回 | タイトル         | 初回放送日     |
| -- | ---------------- | -------------- |
| 1  | 天気と気温       | 2000年04月26日 |
| 2  | 太陽と月の通り道 | 2000年09月20日 |